# Eduard Glaser
Pour les articles homonymes, voir Glaser.
Eduard Glaser, né le 15 mars 1855 à Podbořanský Rohozec (à l'époque Deutsch Rust) et mort le 7 mai 1908 à Munich, est un archéologue et explorateur autrichien. 
Il est l'un des premiers Européens à explorer le sud de l'Arabie. Il a recueilli des milliers d'inscriptions au Yémen qui sont aujourd'hui détenues par le musée d'Histoire de l'art de Vienne, en Autriche.
Parmi les voyageurs en Orient du XIXe siècle, Eduard Glaser est considéré comme le plus important érudit à avoir étudié le Yémen. Il a contribué à l'avancement de la recherche historique et culturelle, révélé son histoire ancienne et documenté ses traditions écrites et orales. Au Yémen, il s'est déguisé en musulman et circulait sous le nom de Faqih Hussein bin Abdallah el Biraki Essajah, ce qui signifie « le savant Hussein bin Abdallah de Prague ».

## Biographie
Eduard Glaser est né en Bohème à Deutsch Rust le 15 mars 1855, dans une famille de marchands juifs. Il s'installe à Prague à l'âge de seize ans. Afin de gagner sa vie, il commence à travailler comme précepteur dans la maison d'une famille aristocratique tandis que, parallèlement, il étudie les mathématiques à l'École polytechnique de Prague, ainsi que la physique, l'astronomie, la géologie, la géographie, la géodésie et l'arabe.
A Vienne, il termine avec succès ses études d'arabe et s'inscrit par la suite dans un cours d'astronomie. À partir de 1877, il sert comme assistant à l'observatoire de Vienne pendant une période de trois ans. Un tournant important dans sa formation académique survient en 1880 lorsqu'il s'inscrit dans la classe de David Heinrich Müller (en), le fondateur des études sud-arabiques en Autriche, pour l'étude de la grammaire sabéenne. Müller lui conseille de se rendre au Yémen, lui offrant une allocation fournie par l'Académie des sciences de Vienne dans le but de copier les inscriptions sabéennes. Même si sa position à l'observatoire lui donne un sentiment de sécurité financière, il préfère démissionner de ce poste en 1880 - souhaitant plutôt consacrer le reste de sa vie à l'étude de l'histoire ancienne de l'Arabie du Sud. Lorsqu'il devient clair pour lui que sa mission serait retardée en raison de problèmes techniques et personnels, il recourt à ses « relations françaises ». Une bourse de l'Académie des inscriptions et belles-lettres de Paris lui permet de se rendre au Yémen en 1882. La condition de ses parrains français est qu'ils reçoivent les résultats de ses découvertes, notamment les inscriptions qu'il a eu la chance d(y faire copier. Le 11 octobre 1882, il arrive au port de Al-Hodeïda (Yémen).
Il doit attendre plusieurs mois à Sanaa avant de pouvoir recevoir un permis lui permettant de voyager au Yémen. Les Français doutent alors qu'il puisse livrer les inscriptions promises et, finalement, lui enlève leur soutien financier en 1883. Pendant cette période des plus troublantes, il écrit au Kaiser François-Joseph Ier, décrivant l'importance de sa mission et mentionnant ses difficultés financières. Le Kaiser lui alloue sur son fonds personnel la modeste somme de 800 dollars. Malgré un tel cadeau, Glaser est contraint d'écourter son séjour au Yémen.
Il y revient à trois autres reprises (1885-1886, 1887-1888 et 1892-1894).
De 1895, jusqu'à sa mort, Glaser vit à Munich. Il consacre la majeure partie de son temps à préparer son matériel scientifique pour des publications. Le gouvernement turc s'intéresse à ses commentaires sur l'Arabie et en 1907, le musée de Constantinople lui demande d'aider à cataloguer leur collection d'inscriptions sabéennes,. 
Glaser souffre de maladies cardiaques et de problèmes respiratoires jusqu'à sa mort à Munich le 7 mai 1908 d'une crise d'asthme. Sa pierre tombale a été inscrite à Musnad avec le nom Husayn bin Abd Allah, qui est le nom qu'il a utilisé lorsqu'il était au Yémen.

## Héritage
Après sa mort, Müller s'est assuré qu'une grande partie de l'héritage scientifique de Glaser serait achetée par l'Académie des sciences de Vienne. La collection est connue sous le nom de Der Corpus Glaserianum ou Sammlung Eduard Glaser (SEG), 1944–1961. Une petite partie de la collection de manuscrits d'Eduard Glaser a été achetée par le Dropsie College (en) de Philadelphie en 1923 (devenant plus tard une partie des archives du Herbert D. Katz Center for Advanced Judaic Studies (en) de l'Université de Pennsylvanie). 
L'héritage laissé par Glaser du seul Yémen s'élève à quelque 990 copies et empreintes d'inscriptions sabéennes, de 17 volumes de journaux et de 24 manuscrits. 
L'empereur Guillaume Ier a acheté les manuscrits de Glaser pour la bibliothèque prussienne de Berlin. Les pierres avec les inscriptions sabéennes et les sculptures étaient une donation de l'éditeur Rudolf Mosse. Les collections de Glaser ont beaucoup contribué à préserver la réputation de Vienne en tant que précurseur dans l'étude de l'Arabie du Sud,,. En 1922, à Vienne, le savant germano-tchèque Adolf Grohmann publie un ouvrage complet intitulé Südarabien als Wirtschaftsgebiet (L'Arabie du Sud comme espace économique), dans lequel il s'inspire principalement des commentaires laissés par Eduard Glaser lors de ses tournées en Arabie du Sud.
Seule la moitié environ des inscriptions de Glaser ont été publiées (2023), et seule une petite partie de ses journaux (maintenant à la Bibliothèque nationale de Vienne) et de ses découvertes scientifiques ont été étudiées. Vraisemblablement, l'une des raisons de ce retard est qu'ils ont été rédigés en sténographie. Un récit du voyage de Glaser à Marib a été publié par DH Müller et Rodokanakis. Maria Höfner (Graz et Tübingen), a commencé à étudier et publier les inscriptions de Glaser en 1944. W. Dostal (Université de Vienne) a étudié et publié les données ethnographiques de Glaser tirées de ses journaux. Dostal a également publié des sections sur le voyage de Glaser à Hashid et Arhab. Le voyage de Glaser à Mariba été publié une deuxième fois par Dostal, après qu'Adolph Grohmann a décodé le scénario. Dans les années 1960, les notes astronomiques de Glaser ont été publiées par Andre Gingrich (Université de Vienne). Höfner et Dostal, qui ont promu la publication des travaux et des découvertes de Glaser, ont contribué à un regain d'intérêt pour l'étude de l'Arabie du Sud et des études de langue sabéenne dans les universités européennes,,. De 1961 à 1981, l'Académie autrichienne des sciences a publié 14 volumes de la collection de Glaser. Jusqu'à ce jour (2023), de nombreux érudits sont encore occupés à travailler sur la collection de Glaser et à déchiffrer les inscriptions qu'il a copiées. 
L'Université de Greifswald a décerné à Glaser en 1890 le titre de docteur honoris causa et son nom a été inclus dans le lexique des scientifiques allemands. Glaser a également été honoré en tant que membre de l'Académie des sciences géographiques de Munich. Il a également été honoré d'une médaille royale turque (médjidié),. 

## Publications
- (de) « Meine Reise durch Arḥab und Hâschid », Petermann's Mitteilungen, vol. 30,‎ 1884, p. 170–183; 204–213 (lire en ligne)
- (de) « Von Ḥodeida nach Ṣan'â vom 24. April bis 1. Mai 1885. Aus dem Tagebuch des Forschungsreisenden Eduard Glaser », Petermann's Mitteilungen, vol. 32,‎ 1886, p. 1–10; 33–48 (lire en ligne)
- (de) Die Abessinier in Arabien und Afrika, auf Grund neüntdeckter Inschriften, Munich, H. Lukaschik, 1895 (OCLC 6885795, lire en ligne)
- (de) Zwei inschriften über den Dammbruch von Mârib. Ein Beitrag zur geschichte Arabiens im 5. u. 6. Jahrhundert n. Chr, Berlin, W. Peiser, 1897 (OCLC 22423304)
- (de) « Der Damm von Mârib », Österreichische Monatsschrift für den Orient, vol. 23, no 11,‎ 1897, p. 126–128 (lire en ligne)
- (de) Punt und die südarabischen Reiche, Berlin, W. Peiser, 1899 (OCLC 22414260)
- (de) Suwâʿ und al-ʿUzzâ und die altjemenischen Inschriften, Munich, Lukaschik in Komm, 1905 (OCLC 42936456)
- (de) Eduard Glasers Reise nach Mârib, Vienne, A. Hölder, 1913 (OCLC 6885116)